# Von McDade
Von McDade (Milwaukee, Wisconsin, 7. lipnja 1967.) umirovljeni je američki profesionalni košarkaš. Igrao je na poziciji bek šutera, a izabran je u 2. krugu (53. ukupno) NBA drafta 1991. od strane New Jersey Netsa.

## Vanjske poveznice
- Profil na ESPN.com
- Profil na TheDraftReview.com